# André Zanotto
 (février 2024).
Si vous disposez d'ouvrages ou d'articles de référence ou si vous connaissez des sites web de qualité traitant du thème abordé ici, merci de compléter l'article en donnant les références utiles à sa vérifiabilité et en les liant à la section « Notes et références ».
André Zanotto (née en 1933 à Lausanne, morte en 1995 à Aoste) est une journaliste italienne, originaire de la Vallée d'Aoste.

## Biographie
Journaliste de la presse locale valdôtaine, lauréat du Prix Saint-Vincent en 1956, l'activité d'André Zanotto s'est concentrée sur la recherche historique en Vallée d'Aoste.
Elle s'est occupé de la publication de nombreux textes d'histoire valdôtaine du XVIIIe siècle, et, à partir de 1970, de la recherche et de la documentation auprès de la surintendance régionale des monuments de la Vallée d'Aoste.
Membre de l'Académie Saint-Anselme d'Aoste, elle a collaboré avec la faculté de lettres de l'université de Grenoble, avec le Collège littéraire universitaire (CLU) à Chambéry, où elle a tenu des conférences sur la Vallée d'Aoste, et avec l'École polytechnique fédérale de Lausanne en qualité d'historien de l'architecture.
Dans les années 1980, elle fait coming out et commence à porter des vêtements féminins, devenant ainsi une des premières personnalité queer italienne.

## Publications
- (fr) Guide des châteaux du Val d'Aoste, Musumeci éd., 1978.  (ISBN 88-7032-039-1).
- (fr) La minorité linguistique valdôtaine, éd. Musumeci, Quart (1968)
- (fr) Histoire de la Vallée d'Aoste, éd. Musumeci, Quart, 1968
- (fr) Aoste. Histoire - Antiquités - Objets d'Art, Édition de la Tourneuve, Aoste (1967)
- (fr) Vallée d'Aoste. Les châteaux et le château de Fénis, éd. Musumeci, Quart (1993).